# Sean Palfrey
Sean Palfrey (* 24. Juli 1968 in Newport) ist ein ehemaliger walisischer Dartspieler, der bei der British Darts Organisation (BDO) Bekanntheit erlangte.

## Karriere
Palfrey war während der 1990er-Jahre einige Male bei der BDO-Weltmeisterschaft vertreten und erreichte bei selbiger Veranstaltung 1998 das Viertelfinale. Dort scheiterte er an Roland Scholten. Im Jahr 2000 war Palfrey zum bislang letzten Mal bei einer Weltmeisterschaft dabei und verlor zum Auftakt gegen Steve Duke.
Insgesamt neun Mal nahm er auch am prestigeträchtigen World Masters teil, brachte es aber nie über ein Achtelfinale hinaus. Vier Mal schied er in dieser Runde aus. Letztmals war dies 2000 der Fall, als er Mervyn King unterlag.
Zudem vertrat Palfrey Wales bei WDF Europe Cup und beim WDF World Cup. Hierbei konnte er auch ein paar Titel sammeln. Insgesamt bestritt er 32 Spiele für Wales.
Im Jahr 2002 entschied sich Palfrey für einen Wechsel zur Professional Darts Corporation (PDC). Jedoch konnte er sich außer für die UK Open für kein Major-Turnier qualifizieren. 2004 spielte er sich bei den UK Open unter die letzten 32 unter verlor dort gegen Ronnie Baxter. Seit 2009 hat sich Palfrey zurückgezogen und tritt nicht mehr bei Turnieren größerer Organisationen an.

## Weltmeisterschaftsresultate

### BDO
- 1991: 1. Runde (1:3-Niederlage gegen  Bob Anderson) (Sätze)
- 1994: 1. Runde (0:3-Niederlage gegen  Roland Scholten)
- 1995: Achtelfinale (0:3-Niederlage gegen  Paul Hogan)
- 1997: 1. Runde (0:3-Niederlage gegen  Raymond van Barneveld)
- 1998: Viertelfinale (4:5-Niederlage gegen  Roland Scholten)
- 1999: 1. Runde (0:3-Niederlage gegen  Raymond van Barneveld)
- 2000: 1. Runde (2:3-Niederlage gegen  Steve Duke)

## Titel

### BDO/WDF
- Sieger der British Teenage Open: 1988
- Sieger der Torremollnos Open: 1996
- Sieger des BDO Gold Cup: 1997
- WDF World Cup: Sieger im Doppel: 1997 (mit Martin Philips)
- WDF World Cup: Sieger im Mannschaftswettbewerb: 1997 (mit Eric Burden, Marshall James und Martin Philips)
- Pacific Master: 1997
- Sieger der Norway Open: 1998
- WDF Europe Cup: Sieger im Doppel: 1998 (mit Martin Philips)
- Sieger der Malta Open: 1999